# Владимировка (Касторенский район)
Владимировка — ныне обезлюдевшее село в Касторенском районе Курской области России. Входит в состав Ореховского сельсовета.

## История
- В начале XVII века село именовалось по фамилии его владельца, секунд-майора Беклемишева Владимира – Бекленами,а также Новой Николаевкой.

- 29 июня 1792 года,по запросу владельца села,было дано разрешение на постройку каменной церкви,на его собственные деньги

- Высочайшим указом от 25 августа 1792 года Святейший Правительствующий Синод решил в деревне Новой Николаевке,с населением 425 душ, построить каменную церковь.

## География
Село находится в восточной части Курской области, в лесостепной зоне, в пределах юго-западной части Среднерусской возвышенности, вблизи истока реки Гнилуши, на расстоянии примерно 21 километра (по прямой) к юго-востоку от посёлка городского типа Касторное, административного центра района. Абсолютная высота — 178 метров над уровнем моря.
Климат
Климат характеризуется как умеренный, со среднегодовой температурой воздуха +5,1 °C и среднегодовым количеством осадков 547 мм.
Часовой пояс
Село Владимировка, как и вся Курская область, находится в часовой зоне МСК (московское время). Смещение применяемого времени относительно UTC составляет +3:00.

## Население
| 1859 | 2002 | 2010 |
| ---- | ---- | ---- |
| 511  | ↘32  | ↘1   |

Гендерный состав
По данным Всероссийской переписи населения 2010 года в гендерной структуре населения женщины составляли 100 %.
Национальный состав
Согласно результатам переписи 2002 года, в национальной структуре населения русские составляли 100 % из 32 чел.